# George Olsen

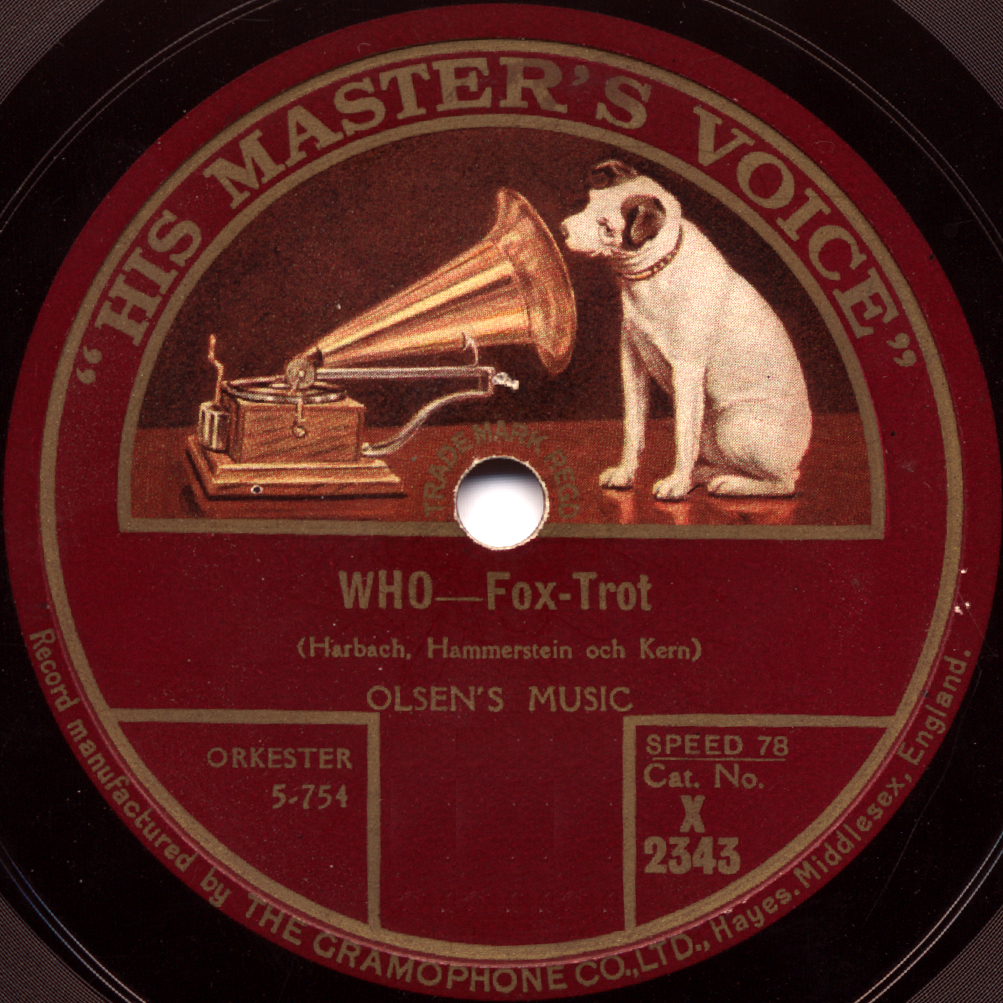
Etikett der europäischen Ausgabe von George Olsen Hit Who?.

George Olsen (* 18. März 1893 in Portland (Oregon); † 18. März 1971 in Paramus, New Jersey) war ein amerikanischer Schlagzeuger und Big Bandleader im Bereich des Swing und der Populären Musik.
George Olsen hatte schon 1917 in Portland seine erste Band,  die im Nordwesten große Popularität genoss. Sein eigentliches Orchester George Olsen and his Music, ging aus einer Campusband hervor, die er während seines Studiums an der University of Michigan gegründet hatte. In ihr spielte auch der Mellophonist Wilbur Johnson, der später der Präsident der American Federation of Musicians werden sollte. Dann ging er mit der Band an der Westküste der USA auf Tourneen und spielte u. a. in den Ballsälen und Theatern von Los Angeles und San Francisco. Dort lud ihn Florenz Ziegfeld junior ein, nach New York zu kommen und in seiner Broadway-Revue Kid Boots mitzuwirken, in der Eddie Cantor die Hauptrolle spielte. Es folgten dann eine Reihe weiterer Revuen, an denen Olsen mit seinem Orchester wirkte, so die Ziegfeld Follies of 1924.
George Olsen and his Music nahmen auch für Victor auf und traten erfolgreich in den New Yorker Nachtclubs auf, wie Jack White's 54th Club, dem Rendezvous und dem Club Richman. Im Jahr 1925 wurde sein Jerome-Kern-Titel „Who“ ein landesweiter Hit und war der Beginn seiner Aufnahmekarriere für Victor, ab 1933 bis 1934  für Columbia. Bei den Aufnahmen für Olsen wirkten damals u. a. auch Fred MacMurray, Red Nichols, Rudy Wiedoeft sowie der Sänger und Saxophonist Fran Frey mit. Olsen und sein Orchester, das Ende der 20er auf 16 Mann angewachsen war, wirkte dann 1928 in Ziegfeld/Eddie Cantors Revue Whoopee mit (der Titelsong stammte von Walter Donaldson und Gus Kahn) und in der späteren Filmversion von 1930, sowie in Girl Friend und Good News. In Whoopee sang und tanzte auch Ethel Shutta, die später Olsens Frau wurde; die beiden traten dann auch zusammen in Nachtclubs und in Radioshows auf. Ende der 1930er Jahre ließ sich das Paar scheiden.
Weitere Erfolgstitel des Olsen Orchestra waren „Doin' The Raccoon“ (1928) und „The Moon Is Low“ (1930, aus dem MGM-Film Montana Moon, einem frühen Western mit Joan Crawford). Der Song stammte von Arthur Freed und Nacio Herb Brown, außerdem „The Varsity Drag“ aus der Show Good News, und  „Beyond The Blue Horizon“ (1930, mit dem Gesang von Bob Borger); der Leo-Robin-Song wurde dann Olsens Erkennungsmelodie.  Der Song „Sunday“ stellte die Bandsängerinnen William's Sisters heraus.
1930 kehrte Olsen an die Westküste der USA zurück, spielte vorwiegend im Raum Los Angeles, wie im Plantation Ballroom und wirkte an einer Reihe von Musik-Kurzfilmen mit. 1936 übernahm Olsen die Leitung von Orville Knapps Band, der bei Olsen gespielt hatte und nun bei einem Flugzeugabsturz ums Leben gekommen war. Olsen schätzte den Stil des Knapp-Orchesters und ging mit ihm auf landesweite Tourneen; schließlich verlegte er den Hauptsitz des Orchesters  nach New York. Olsen konnte mit dieser Band jedoch nicht an die Erfolge der Vorgängerband anschließen; 1938 löste er die Formation, nach einer einzigen Session für Decca, wieder auf. 1951 gab Olsen nach einem letzten Engagement im Edgewater Beach Hotel in Chicago die Leitung von Bands endgültig auf und betrieb in Paramus erfolgreich ein Restaurant, in dem als Hintergrundmusik seine früheren Hiterfolge liefen.